# Árbol de Guernica

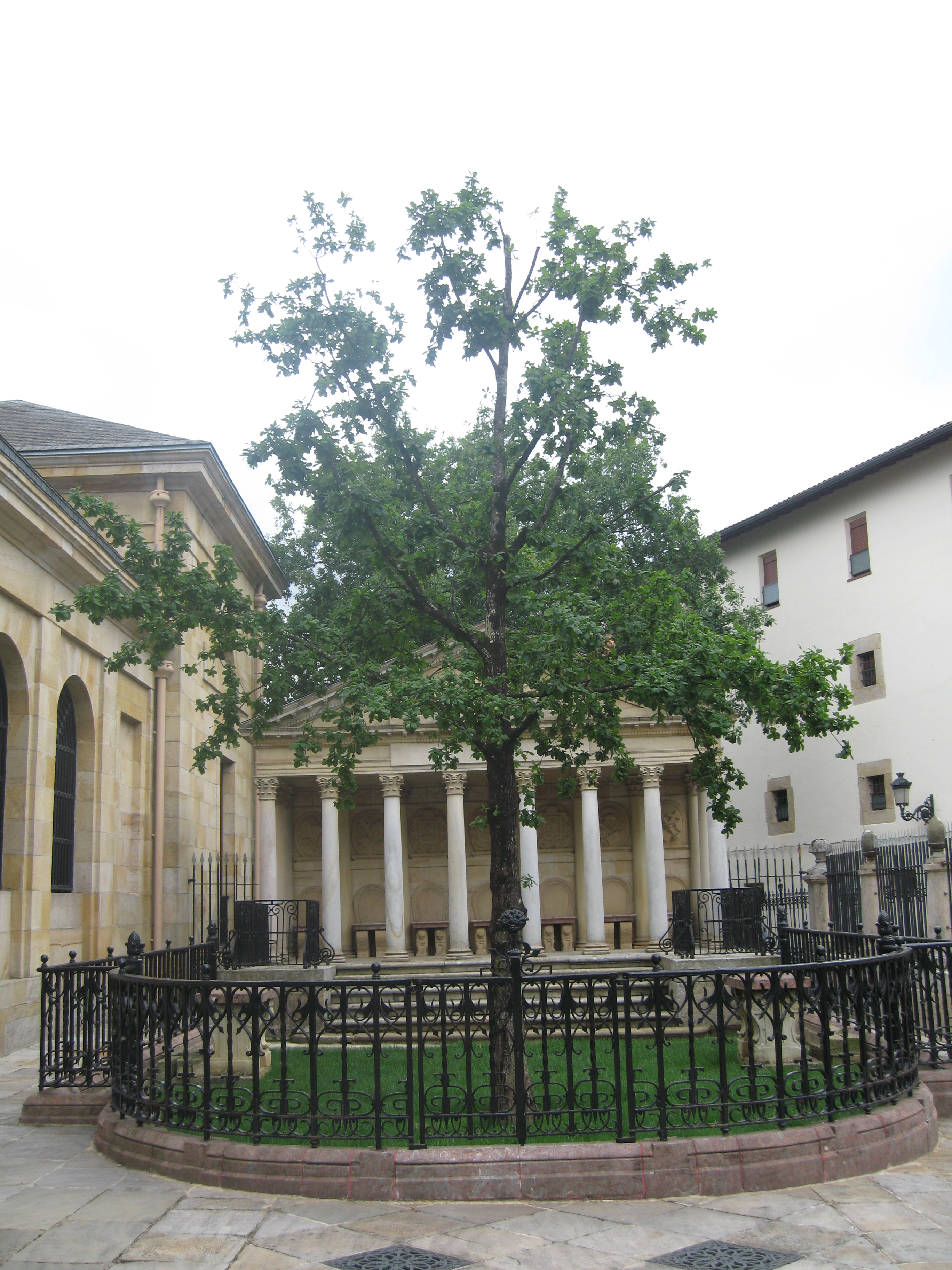
El árbol de Guernica es el símbolo de las libertades vascas (vizcaínas).

El árbol de Guernica  (en euskera, Gernikako Arbola) es un roble (Quercus robur) situado delante de la Casa de Juntas en la localidad vizcaína de Guernica y Luno en el País Vasco, España. Este árbol simboliza el fuero, las libertades tradicionales de Vizcaya y los vizcaínos, y por extensión de todos los vascos.

## El árbol y el señorío de Vizcaya
El señor de Vizcaya juraba respetar las libertades vizcaínas (los fueros de Vizcaya) bajo este roble. Cuando el señorío se integró en el Reino de Castilla, el título de señor de Vizcaya pasó a transmitirse junto con el de rey de Castilla y, posteriormente, el de España.
Se conserva en la Casa de Juntas de Guernica un cuadro, obra del pintor alavés del siglo XVII Francisco de Mendieta y Retes, que representa el momento en que Fernando el Católico juró bajo el árbol los Fueros de Vizcaya.
En la actualidad es el lugar en el que el moderno lehendakari del País Vasco promete cumplir con su cargo.
Su imagen aparece en el escudo de Vizcaya, en el de varios de sus municipios y en el del País Vasco.
"Dejado, como dudoso, el uso de que los Señores de Vizcaya hayan jurado primera vez sus fueros, descalzo el pie izquierdo, muéstrase, que por lo menos los juraban debajo del árbol de Guernica, cuando entraban a hacerlo". "(...) reinando en Asturias, León y Galicia Don Alonso el Magno entre los ochocientos setenta y dos, o seis, y novecientos y diez, o doce, los Vizcaínos en reconocimiento del valor con que Don Zuria, su natural muy noble, les acaudilló, y con que peleó, en la batalla de Arrigorriaga, contra un Infante Real, que quería por fuerza dominarlos, determinaron ellos elegirle por señor. Resueltos pues a esto, llévanle con triunfo y aclamaciones al árbol de Guernica, y habiendo allí jurado sus fueros y exenciones, fue de ellos jurado solemnemente, y con universal aplauso por Señor. Convienen los Escritos antiguos en que allí fuese la jura. Exprésalo también Argote de Molina. (I) [Argote de Molina lib. I. cap. 83.] No sabemos, si las demás, de las que fueron Duques, o Gobernadores anteriores de Vizcaya, se hicieron también allí". 
"... Asimismo el Rey Don Fernando el Católico en el año mil cuatrocientos setenta y seis, realzó con su persona la ceremonia de la jura, so el árbol de Guernica...". (11)

## Historia del árbol

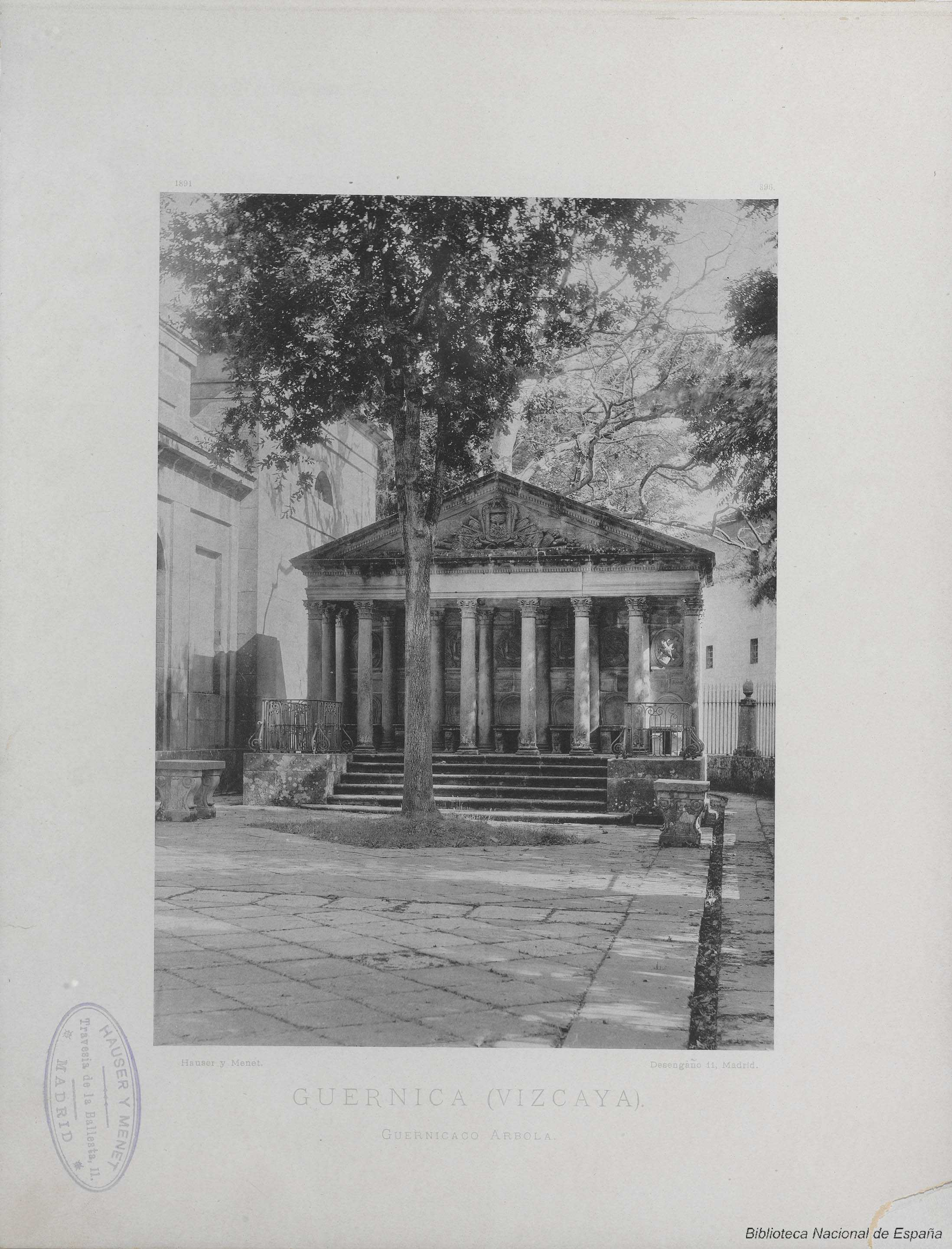
Guernicaco arbola en 1891. BibliotecaDigitalHispanica BNE.

### ElÁrbol Padre(sigloXIV-1742)
La tradición sitúa el siglo XIV como época de nacimiento del árbol más antiguo documentado, el llamado Árbol Padre. Provenía del robledal llamado "La Antigua" del que hay constancia desde el siglo XII y se estima que nació en 1334 y vivió hasta 1881. Bajo él juraron los fueros de Vizcayaː en 1476, Fernando II y en 1483, Isabel I "la Católica".
En el año 1562 desaparece la silla juradera y se cree que se construye algún tipo de templete. Tres años después, en 1564, piensan en talarlo y sustituirlo por otro nuevo; ya entonces había un plantío de retoños del simbólico árbol. En 1665 se construye un templete con siete sillas de piedra y los escudos de España y Vizcaya. 
En 1742 se planta, detrás de la tribuna, un retoño que sería conocido como "Árbol Viejo" y cuyo tronco puede verse aún en el recinto de la Casa de Juntas de Guernica donde se ubicó en un pequeño templete en 1926. En 1811 muere el Árbol Padre.

### ElÁrbol Viejo(1742-1892)

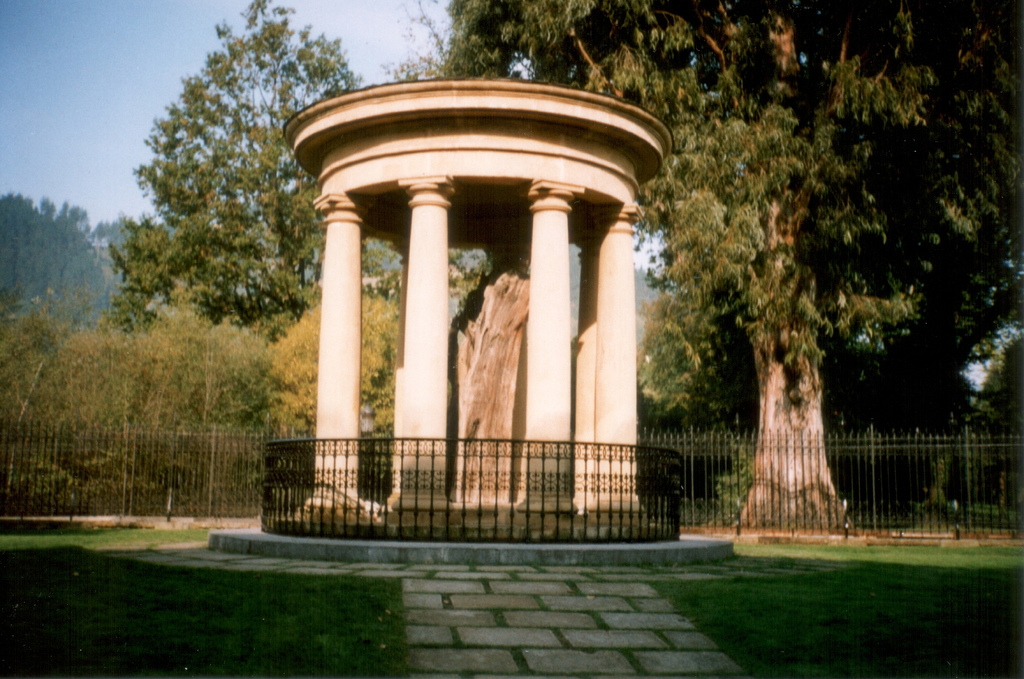
El Árbol Viejo.

Plantado en 1742 para sustituir al Árbol Padre. En 1839, la regente María Cristina juró los Fueros en representación de la reina Isabel II; ésta fue la última vez en que este rito tuvo lugar.
En 1859 se planta un plantón de dos años delante del templete, que se secó dos años después. En 1861 se planta de nuevo un retoño. El "Árbol Viejo" muere en 1892, y en 1926 es colocado en un pequeño templete circular en un costado de la Casa de Juntas para su exhibición.

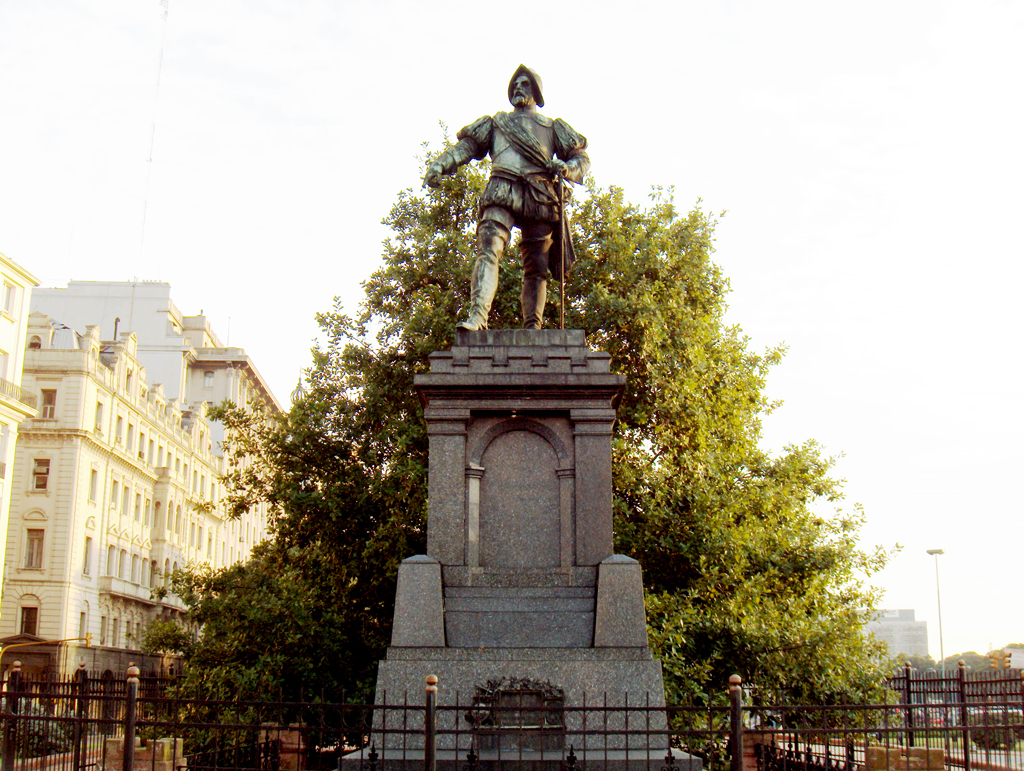
Retoño del árbol original de Guernica en Buenos Aires, que plantaron junto a la estatua de Juan de Garay, frente a la casa del Gobierno de Argentina.

### ElÁrbol Hijoy sus sucesores
El Árbol Hijo, colocado frente al templete con las siete sillas, es el que ha sido iconizado en multitud de reproducciones desde el siglo XX. Bajo este árbol juró su cargo el primer presidente del autogobierno del País Vasco durante la Segunda República Española, el lendakari José Antonio Aguirre (posteriormente se ha mantenido la costumbre de que todos los presidentes del Gobierno vasco juren o prometan sus cargos en este lugar).
Fue testigo del bombardeo de Guernica en abril de 1937, en el cual el entorno de la Casa de Juntas y el árbol no fue dañado. Cuando las tropas franquistas tomaron Guernica en 1937, en el marco de la guerra civil española, se corrió el rumor de que varios falangistas se disponían a cortar el árbol con hachas por considerarlo un símbolo del nacionalismo vasco. El entonces capitán del Tercio de Begoña, Jaime del Burgo Torres (padre del diputado navarro Jaime Ignacio del Burgo) mandó formar un escuadrón de requetés armados con el que rodeó el árbol e impidió que fuera dañado.
El 20 de abril de 2004 es declarado jubilado y muere debido al hongo Armillaria mellea, siendo sustituido por uno de sus retoños, nacido en 1986, el 25 de febrero de 2005, que presidió la Casa de Juntas de Guernica hasta el 15 de enero de 2015. En el verano de 2014 este árbol ha sufrido un importante deterioro que lo puso en riesgo. El árbol muere el 14 de enero de 2015 certificándose el hecho el día siguiente por la Universidad del País Vasco. El 2 de marzo de 2015 es sustituido por un árbol nacido el año 2000 proveniente de una bellota del anterior roble (es decir, hermano del que se plantó en el año 2005 y sustituyó al de 1858), que se crio durante dos años en un vivero de la empresa foral Basalan cercano a Bilbao, encargada de cultivar retoños del árbol, y creció en un bosque de Arratia. La ubicación del árbol se ha modificado ligeramente buscando mejorar las condiciones de crecimiento de las raíces.
Tras el templete hay un árbol plantado el 3 de febrero de 1979 por Ramón Rubial que goza de buena salud y debería ser, según la tradición, el nuevo árbol.
Existen varios árboles que descienden de este roble, que han sido distribuidos por todo el mundo en diversas comunidades de la diáspora vasca. Uno de ellos existía hacia 1985, plantado en un interior del edificio de una agrupación vasca de Buenos Aires, el "laurak-bat" en la esquina de la avenida Belgrano y Lima. El árbol había quedado en lo que era el restaurante del lugar. Otro se yergue en la plaza Vasca junto a la fachada de la capilla "Maternidad de Santa María Virgen", del Santuario de la Inmaculada Concepción en el cerro San Cristóbal de Santiago de Chile. 
Se tiene registro de dos más en la Ciudad de México, uno de ellos fue plantado en 1998 por la entonces consejera de Cultura del Gobierno Vasco, Mari Carmen Garmendia, en el colegio de las Vizcaínas en el centro de la ciudad. Ubicación premeditada dentro del imponente edificio de más de 10,000 metros cuadrados fundado en 1732 por los vascos Francisco de Echeveste, Manuel de Aldaco y Ambrosio de Meave, como un gran testimonio de la importante presencia que los vascos han tenido en México desde hace siglos.
El otro retoño del Árbol de Gernika  fue donado en acto oficial por la Delegación de Euskadi en México el 16 de mayo de 2006, plantándolo en el camellón de la calle Cicerón (Cicerón esquina con Moliere, Colonia Polanco), en las cercanías de la Delegación del Gobierno Vasco y de la propia Euskal Etxea de México.

## El juramento

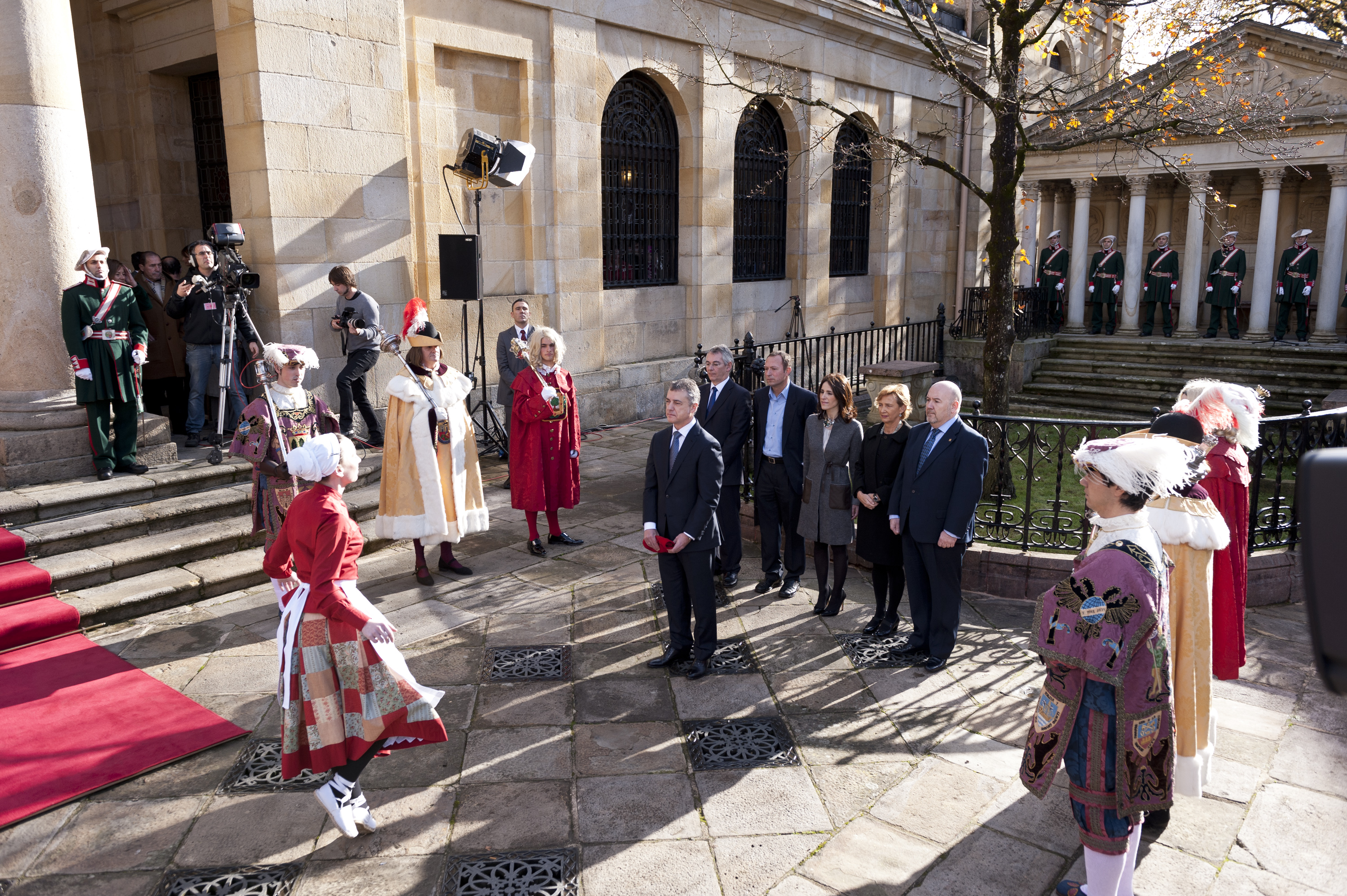
El juramento del lendakari Iñigo Urkullu en diciembre de 2012.

El lendakari José Antonio Aguirre realizó aquí el juramento de su cargo, por el valor simbólico del lugar. Las palabras que utilizó son las siguientes:
| Jaungoikuaren aurrean apalik,          | Ante Dios, humildemente,            |
| euzko-lur ganian zutunik               | en pie sobre la tierra vasca        |
| asabearen gomutaz                      | en recuerdo de los antepasados      |
| Gernika'ko zuaizpian                   | bajo el árbol de Guernica           |
| nere aginduba ondo betetzia zin dagit. | juro desempeñar fielmente mi cargo. |

Este juramento se ha repetido desde entonces en las tomas de posesión de todos los lendakaris vascos, realizándose sobre un crucifijo y una Biblia en euskera. En la época moderna se añadió la frase "ante vosotros, representantes del pueblo", antes del "juro".
Este juramento tradicional fue modificado por parte de Patxi López ante su investidura como lendakari en 7 de mayo de 2009:

De pie, en tierra vasca,

bajo el árbol de Guernica,

ante vosotros representantes de la ciudadanía vasca,

en recuerdo de los antepasados,

prometo desde el respeto a la ley,

desempeñar fielmente mi cargo de lendakari.

Del mismo modo, hizo su promesa sobre una Constitución española y un Estatuto de Guernica.
Tres años más tarde, el nuevo lendakari, Iñigo Urkullu, el 15 de diciembre de 2012, volvió a un juramento similar al tradicional:
| Apal-apalik,                                  | Humilde                                 |
| Jaungoikoaren eta gizartearen aurrean,        | ante Dios y la sociedad                 |
| euzko-lur gainean zutik                       | en pie sobre la tierra vasca            |
| eta Gernika-ko aritzaren azpian               | y bajo el roble de Guernica             |
| asaben gomutaz                                | con el recuerdo a nuestros antepasados  |
| herri-ordezkari zareten zuen aurrean          | ante vosotros representantes del pueblo |
| nire agintea zintzo beteko dudala, zin dagit. | juro cumplir fielmente mi mandato.      |

El lendakari realizó el juramento sobre el Estatuto de Guernica y el Fuero Viejo de Vizcaya.

## Otras referencias
El Árbol ha inspirado también a otros autores. El dramaturgo Tirso de Molina le dedicó unos versos en su obra La prudencia en la mujer

El Árbol de Guernica ha conservado
la antigüedad que ilustra a sus señores,
sin que tiranos le hayan deshojado,
ni haga sombra a confesos ni a traidores

Por su parte, el poeta inglés William Wordsworth publicó en 1810 el soneto The Oak of Guernica.

OAK of Guernica! Tree of holier power

Than that which in Dodona did enshrine

(So faith too fondly deemed) a voice divine

Heard from the depths of its aerial bower--

How canst thou flourish at this blighting hour?

What hope, what joy can sunshine bring to thee,

Or the soft breezes from the Atlantic sea,

The dews of morn, or April's tender shower?

Stroke merciful and welcome would that be

Which should extend thy branches on the ground,

If never more within their shady round

Those lofty-minded Lawgivers shall meet,

Peasant and lord, in their appointed seat,

Guardians of Biscay's ancient liberty.
¡ROBLE de Guernica! Árbol de poder aún más sagrado

que el profético roble que conservó en Dodona,

una voz divina, que partía de lo profundo

de su aérea enramada, según una fe asaz crédula.

¿Cómo pudiste florecer en esta hora de destrucción?

¿Qué gozo y qué esperanza pueden traer a ti, ya la luz solar

ya las suaves brisas del atlántico mar?

¿O las tiernas lluvias de Julio, y los matutinos rocíos?

Si dentro de tu círculo sombrío, nunca ya se juntarán

aldeanos y señores en sus asientos señalados,

esos legisladores de mente elevada,

guardianes de la antigua libertad de Vizcaya,

sería misericordioso y bienvenido el golpe

que extendiera tus ramas por la tierra.

La traducción al castellano del soneto es de Justo Gárate.

### CanciónGernikako Arbola
Gernikako Arbola (trad. «El árbol de Guernica») es también el título de una canción (en forma de zortziko) escrita en Madrid por el bardo vasco José María Iparraguirre, música de Juan María Blas de Altuna y Mascarua, concertista de órgano y primer organista de la basílica de Lequeitio, en homenaje al árbol y los fueros vascos.
La canción es un himno no oficial para los vascos. Los niños bailaban mientras las niñas estaban sentadas porque tenían largos vestidos.